# Trifolium latifolium
Trifolium latifolium är en ärtväxtart som först beskrevs av William Jackson Hooker, och fick sitt nu gällande namn av Edward Lee Greene. Trifolium latifolium ingår i släktet klövrar, och familjen ärtväxter. Inga underarter finns listade i Catalogue of Life.